# Медфорд (Вісконсин)
Медфорд (англ. Medford) — місто (англ. city) в США, в окрузі Тейлор штату Вісконсин. Населення — 4349 осіб (2020).

## Географія
Медфорд розташований за координатами 45°8′7″ пн. ш. 90°20′39″ зх. д. / 45.13528° пн. ш. 90.34417° зх. д. (45.135390, -90.344179).  За даними Бюро перепису населення США в 2010 році місто мало площу 11,76 км², з яких 11,69 км² — суходіл та 0,07 км² — водойми.

## Демографія
Згідно з переписом 2010 року, у місті мешкало 4326 осіб у 1982 домогосподарствах у складі 1094 родин. Густота населення становила 368 осіб/км².  Було 2127 помешкань (181/км²).
Расовий склад населення:
| - 97,0 % — білих - 0,6 % — азіатів - 0,5 % — чорних або афроамериканців - 0,4 % — корінних американців |

До двох чи більше рас належало 1,4 %. Частка іспаномовних становила 1,2 % від усіх жителів.
За віковим діапазоном населення розподілялося таким чином: 22,2 % — особи молодші 18 років, 56,1 % — особи у віці 18—64 років, 21,7 % — особи у віці 65 років та старші. Медіана віку мешканця становила 43,0 року. На 100 осіб жіночої статі у місті припадало 90,7 чоловіків;  на 100 жінок у віці від 18 років та старших — 84,0 чоловіків також старших 18 років.
Середній дохід на одне домашнє господарство  становив 46 738 доларів США (медіана — 33 112), а середній дохід на одну сім'ю — 65 807 доларів (медіана — 54 722). Медіана доходів становила 37 391 долар для чоловіків та 36 302 долари для жінок. За межею бідності перебувало 11,6 % осіб, у тому числі 4,2 % дітей у віці до 18 років та 20,1 % осіб у віці 65 років та старших.
Цивільне працевлаштоване населення становило 2025 осіб. Основні галузі зайнятості: виробництво — 28,4 %, освіта, охорона здоров'я та соціальна допомога — 27,6 %, роздрібна торгівля — 10,5 %, фінанси, страхування та нерухомість — 5,8 %.